# Podarg de Borneo
El podarg de Borneo(Batrachostomus mixtus) és una espècie d'ocell de la família dels podàrgids (Podargidae) que habita els boscos del nord i centre de Borneo.

## Taxonomia
Ha estat considerat una subespècie del podarg cuacurt (Podargus poliolophus), del qual es va separar com a espècie de ple dret, arran els treballs de Cleere 1998.